# Anomodon dentatus
Anomodon dentatus är en bladmossart som beskrevs av Gao Chien 1977. Anomodon dentatus ingår i släktet baronmossor, och familjen Thuidiaceae. Inga underarter finns listade i Catalogue of Life.